# Têtes d'expression

Têtes d'expression est le titre d'un recueil d'essais par Robert de Montesquiou paru en 1912.

## Sommaire
Dédicace à Pierre Loti
1. Le Livre effeuillé (princesse Marthe Bibesco)
2. Tout chemin mène à Rome (André Maurel)
3. Le Film immobile (panorama de Sem : Georges Goursat)
4. Les Dessins du Bouveret (Pascal Dagnan-Bouveret)
5. Un musée pour de bon (musée de Bayonne)
6. Parois enchantées (exposition de Léon Bakst)
7. Cambrioleurs d'âmes (Mme Romaine Brooks)
8. Enluminures (Mlle Alice Feurgard)
9. Extrême-orientale (estampes japonaises)
10. Un peintre alpiniste (marquis Gaspare de Vitelleschi degli Azzi)
11. Les Verres forgés (rétrospective d'Émile Gallé)
12. Une collaboration entre Devéria et Lancret (Reynaldo Hahn)
13. Terpsichore et Hygie (Isadora Duncan)
14. Galas printaniers (Ballets russes)
15. La Danse des sept voiles (Ida Rubinstein)
16. Une pelletée de roses (Mikhaïl de Léon Tolstoï)
17. Un nouveau bienfait de la science
18. De l'arrivisme au muflisme
19. La Politesse de l'avenir
20. La Revanche des nains
21. Les Grands minimes
22. Le Confit de paon

## Référence
- Le Mort remontant, Robert Montesquiou-Fézensac (comte de), Émile-Paul frères, 1922, 136 pages